# Bucco
Bucco is een geslacht van vogels uit de familie baardkoekoeken (Bucconidae).

## Soorten
Het geslacht kent de volgende soorten:
- Bucco capensis – Gekraagde baardkoekoek
- Bucco macrodactylus – Bruinkapbaardkoekoek
- Bucco noanamae – Roetkapbaardkoekoek
- Bucco tamatia – Gevlekte baardkoekoek